# Tamalong
Tamalong est un village de la région du Centre du Cameroun, situé dans la commune de Dibang. 

## Population et développement
En 1962, la population de Tamalong était de 208 habitants. La population de Tamalong était de 156 habitants dont 80 hommes et 76 femmes, lors du recensement de 2005.     